# Ginkgo Bioworks
Ginkgo Bioworks ist ein US-amerikanisches Biotechnologieunternehmen mit Hauptsitz und Forschungseinrichtungen in Boston. Das Unternehmen ist auf die gentechnische Herstellung (Genetic Engineering) von Bakterien für industrielle Anwendungen spezialisiert. Mithilfe synthetischer Zellen sollen schließlich auch andere Materialien hergestellt werden können. Ginkgo Bioworks ist ein Analytik-Unternehmen, das Mikroorganismen für Kunden aus verschiedenen Branchen entwickelt. Es ist als selbsternanntes Organismusunternehmen (Organism Company) seit 2021 an der Börse gelistet.

## Geschichte
Ginkgo Bioworks wurde 2009 von Wissenschaftlern des Massachusetts Institute of Technology (MIT) unter der Leitung von Tom Knight gegründet. 2017 ging das Unternehmen eine Partnerschaft mit der Bayer AG ein, um Bakterien zu züchten, welche die Funktion von Dünger ausüben können. Im September 2019 erhielt Ginkgo Bioworks 290 Millionen US-Dollar und im Oktober ein weiteres Investment in Höhe von 350 Millionen US-Dollar. Zu den Investoren gehörte die Investmentgesellschaft von Bill Gates.
Am 11. Mai 2021 gab Ginkgo Bioworks seine Pläne bekannt, durch eine Fusion mit SPAC Soaring Eagle mit einer Bewertung von 17,5 Mrd. US-Dollar an die Börse zu gehen. Am 14. Mai 2021 gab Ginkgo bekannt, dass sein neuer Ticker an der NYSE DNA lauten wird. Dieser Ticker wurde zuvor von Genentech verwendet, das ihn nach dessen Übernahme durch Roche nicht mehr benutzte. Der Handel begann am 17. September 2021.
Am 25. Juli 2022 vereinbarte Ginkgo Bioworks die Übernahme von Zymergen für 300 Millionen US-Dollar im Rahmen eines Aktientauschs.
Am 27. Juli 2022 wurde bekannt gegeben, dass Ginkgo Bioworks den Biologics Research & Development Standort von Bayer in West Sacramento übernehmen wird. Ginkgo wird mit Bayer eine neue mehrjährige Plattform-Kooperation eingehen. Die Vereinbarung beinhaltet die Integration der F&E-Plattform von Joyn Bio, einem Joint Venture zwischen Bayer Investments und Ginkgo Bioworks.